# Лемъю (приток Вычегды)
Лемъю (устар. Лем, Большая Лем, Лем-Ю, Лиома) — река в России, течет по территории Сыктывдинского района, городского округа Сыктывкар и Корткеросского района Республики Коми. Устье реки находится в 440 км по левому берегу реки Вычегда. Длина реки составляет 80 км.

## Притоки
- 26 км: Чебъю (пр)
- 32 км: Бёллем (лв)
  - 5 км: без названия (лв)

## Данные водного реестра
По данным государственного водного реестра России относится к Двинско-Печорскому бассейновому округу, водохозяйственный участок реки — Вычегда от истока до города Сыктывкар, речной подбассейн реки — Вычегда. Речной бассейн реки — Северная Двина.
Код объекта в государственном водном реестре — 03020200112103000018525.